# Zarkadaíïka
Zarkadaíïka är en ort i Grekland.   Den ligger i prefekturen Nomós Ártas och regionen Epirus, i den centrala delen av landet, 270 km nordväst om huvudstaden Aten. Zarkadaíïka ligger 211 meter över havet och antalet invånare är 113.
Terrängen runt Zarkadaíïka är varierad, och sluttar söderut. Runt Zarkadaíïka är det ganska glesbefolkat, med 38 invånare per kvadratkilometer. Närmaste större samhälle är Arta, 5,6 km söder om Zarkadaíïka. == Kommentarer ==
1. ↑  Framräknat ur variansen i alla höjduppgifter (DEM 3") från Viewfinder Panoramas, inom 10 km radie.[2] Mer om algoritmen finns här: Användare:Lsjbot/Algoritmer.